# علم الوجود الجيني
علم الوجود الجيني أو الأونتولوجيا الجينية (بالإنجليزية: Gene Ontology)‏ (GO) هي مبادرة معلوماتية حيوية رئيسية لتوحيد تمثيل سمات الجين ومنتج الجين في جميع الأنواع.
يهدف المشروع تحديداً إلى:
1. صيانة وتطوير اللغة المقيدة لسمات الجين ومنتج الجين
2. ملاحظة الجينات ومنتجاتها واستيعاب ونشر بيانات الملاحظات
3. توفير أدوات لسهولة الوصول إلى جميع جوانب البيانات التي يوفرها المشروع.

علم الوجود الجين هو جزء من جهد تصنيف أكبر، وهو الأونتولوجيات الطبية الحيوية المفتوحة (OBO).

## روابط خارجية
- Gene Ontology Consortium يوفر الوصول إلى الأنتولوجيا، أدوات البرمجيات، قوائم المنتجات الجينات المشروح، والوثائق المرجعية واصفا علم الوجود الجيني واستخداماته.
- OBO Foundry library of interoperable gold standard reference ontologies.